# Dingle Foot
Sir Dingle Mackintosh Foot, Q.C. (* 24. August 1905 in Plymouth, Devon; † 18. Juni 1978 in Hongkong) war ein britischer Rechtswissenschaftler und Politiker.

## Biografie
Foot war der Sohn von Isaac Foot, einem Mitglied des Unterhauses der Liberal Party sowie Bruder von Hugh Foot, John Foot und des späteren Vorsitzenden der Labour Party Michael Foot, die ebenfalls Mitglieder des Unterhauses wurden. Wegen ihrer zur politischen Linken zählenden Einstellung wurden die Brüder John, Michael und er später als „The Three Left Feet“ bekannt.
Nach der Ausbildung an der Bembridge School, einer unabhängigen Jungenschule auf der Isle of Wight studierte er Rechtswissenschaften am Balliol College der Universität Oxford. Nach Beendigung des Studiums erfolgte 1930 seine Zulassung zum Rechtsanwalt.
Seine politische Laufbahn begann er bereits im folgenden Jahr mit der Wahl zum Abgeordneten des Unterhauses. Dort vertrat er als Mitglied der Liberal Party von 1931 bis 1945 die Interessen des Wahlkreises Dundee. Während des Zweiten Weltkrieges war er in der Koalitionsregierung von Premierminister Winston Churchill Parlamentarischer Sekretär im Ministerium für wirtschaftliche Kriegführung (Ministry of Economic Warfare) und in dieser Funktion von 12. Februar bis 8. März 1945 Leiter des britischen Team, einer Operation Safehaven Delegation von Lauchlin Bernard Currie und Paul Chargueraud (* 5. September 1891; † 24. Oktober 1954) nach Bern. und von 25. April 1945 bis zum 26. Juni 1945 Mitglied der Delegation bei der Konferenz von San Francisco zur Erarbeitung der Charta der Vereinten Nationen.
Bei den Unterhauswahlen 1945 verlor er seinen Wahlkreis an den Kandidaten der Labour Party, John Strachey.
1950 kandidierte er nach dem Wechsel des bisherigen Wahlkreisinhabers Tom Harobin zur Labour Party für die Liberal Party im Wahlkreis North Cornwall, unterlag allerdings dem Kandidaten der Conservative Party, Harold Roper.
1956 wechselte Foot schließlich selbst von der Liberal Party zur Labour Party und wurde als deren Vertreter 1957 zum Abgeordneten des Unterhauses gewählt. Dort vertrat er diesmal bis zu seiner Wahlniederlage bei den Unterhauswahlen von 1970 den Wahlkreis Ipswich.
Nach dem Wahlsieg der Labour Party wurde er als Kronanwalt (Q.C.) 1964 zum Solicitor General für Wales und Schottland berufen und behielt dieses Amt bis 1967. Zugleich wurde er 1964 als Knight Bachelor in den Adelsstand erhoben und führte seitdem den Namenszusatz „Sir“. Darüber hinaus wurde er zum Mitglied des Kronrates (Privy Council) berufen.

## Schriften
- Despotism in Disguise. Britons Publishing Society, London 1937.
- British Political Crisis. Kimber, London 1976, ISBN 0-7183-0194-3.